# The Man in the Moon
The Man in the Moon is een Amerikaanse dramafilm uit 1991 onder regie van Robert Mulligan.

## Verhaal
Het 14-jarige meisje Dani Trant groeit op in de jaren 50 op het platteland van Louisiana. Ze heeft een hechte band met haar oudere zus Maureen. Als Dani op een dag nieuwe buren krijgt, wordt ze meteen stapelverliefd op haar 17-jarige buurjongen Court Foster. De liefde is aanvankelijk wederzijds, maar later valt Court als een blok voor Maureen, als ze naar huis komt om hun zwangere moeder te helpen.

## Rolverdeling
| Acteur            | Personage       |
| ----------------- | --------------- |
| Reese Witherspoon | Dani Trant      |
| Sam Waterston     | Matthew Trant   |
| Tess Harper       | Abigail Trant   |
| Emily Warfield    | Maureen Trant   |
| Gail Strickland   | Marie Foster    |
| Jason London      | Court Foster    |
| Bentley Mitchum   | Billy Sanders   |
| Ernie Lively      | Will Sanders    |
| Dennis Letts      | Doc White       |
| Earleen Bergeron  | Mevrouw Taylor  |
| Anna Chappell     | Mevrouw Sanders |
| Brandi Smith      | Juffrouw Trant  |
| Sandi Smith       | Juffrouw Trant  |
| Derek Ball        | Tweeling        |
| Spencer Ball      | Tweeling        |